# Gymnogaster boletoides
Gymnogaster boletoides J.W. Cribb – gatunek grzybów z rzędu borowikowców (Boletales), należący do monotypowego rodzaju Gymnogaster J.W. Cribb. Należące do niego gatunki występują w Australii. 

## Systematyka i nazewnictwo
Pozycja w klasyfikacji według Index Fungorum: Boletaceae, Boletales, Agaricomycetidae, Agaricomycetes, Agaricomycotina, Basidiomycota, Fungi.
Rodzaj został opisany przez Joan Cribb w 1956 r., w oparciu o gatunki znalezione przezeń w lutym 1955 r. w Mount Glorious, Queensland.